# Marcus Ahlm
Marcus Ahlm (Norra Åsum, 7 luglio 1978) è un ex pallamanista svedese.
Si è ritirato nel 2013 dopo aver giocato per dieci anni con il THW Kiel.
Da giovane giocò nell'IFK Kristianstad e nell'IFK Ystad HK. Nel 1999 vinse l'argento mondiale a livello di nazionale giovanile.
Con la nazionale professionista vinse l'oro europeo nel 2002; successivamente, nel 2003, andò nel campionato tedesco con il THW Kiel. A Kiel ha vinto il titolo nel 2005, nel 2006 e nel 2007, quando è stato anche campione d'Europa. A livello continentale per club aveva vinto anche la EHF Cup 2004.

## Palmarès

### Club
Competizioni nazionali
- Campionato tedesco: 8
  - 2004-05, 2005-06, 2006-07, 2007-08, 2008-09, 2009-10, 2011-12, 2012-13
- Coppa di Germania: 6
  - 2006-07, 2007-08, 2008-09, 2010-11, 2011-12, 2012-13
- Supercoppa di Germania: 5
  - 2005-06, 2007-08, 2008-09, 2011-12, 2012-13

Competizioni internazionali
- EHF Champions League: 3
  - 2006-07, 2009-10, 2011-12
- EHF Cup: 1
  - 2003-04
- EHF Champions Trophy: 1
  - 2006-07
- Super Globe: 1
  - 2011

### Nazionale
- Campionato europeo: 1
  - 2002